# Nguyen c. Québec
 (décembre 2014).
Décision
Le Québec ne peut pas exclure automatiquement le passage à l'école anglaise non subventionnée pour évaluer si un élève est admissible à l'école anglaise subventionnée. Le gouvernement doit faire une analyse complète du parcours scolaire de l'enfant.
Le Québec doit aussi préserver l'unité familiale prévu à la Charte s'il confère des droits linguistiques supplémentaires.
Jugement complet
texte intégral
Nguyen c. Québec (Éducation, Loisir et Sport) est une décision de la Cour suprême du Canada relativement à la Charte de la langue française du Québec.
La CSC entendait conjointement deux appels. Celui d'un regroupement de plusieurs demandes, représenté par Nguyen. Et celui de la demande de Brinda qui portait spécifiquement sur l'admissibilité des frères et sœurs lors de 85.1

## Contexte
La décision Nguyen fait suite à différentes contestations de la Loi modifiant la Charte de la langue française (aussi connu sous « loi 104 »). Cette loi, adoptée par le gouvernement du Québec en 2002, modifiait les articles de la Charte de la langue française relativement à la langue d'enseignement à l'école primaire et secondaire.
De façon générale, la Charte de la langue française prévoit que langue d'enseignement au Québec est le français, outre pour la minorité anglophone qui a accès à l'éducation en anglais. La Charte de la langue française met ainsi en application l'article 23 de la Charte canadienne des droits et libertés. L'article 23 oblige le Québec à offrir l'enseignement public en anglais lorsque :
- les parents de l'enfant ont reçu leur éducation primaire en anglais[1];
- l'enfant a reçu son instruction primaire ou secondaire en anglais[2];
- l'enfant a un frère ou une sœur qui reçoit son instruction en anglais[2].

La Charte de la langue française du Québec précise cette obligation en demandant aux parents ou à l'enfant, que cette éducation constitue la « majeure partie » de son enseignement primaire ou secondaire. Cette précision évite que quiconque ayant fait un bref séjour à l'école anglaise puisse bénéficier (pour lui et ses enfants) de l'accès à l'école anglaise.
Les modifications apportées par la loi 104 résidaient donc dans le calcul de cette « majeure partie ». L'accès à l'école anglaise non subventionnée n'étant touché par la Charte de la langue française, certains parents envoyaient leur enfant à l'école anglaise non subventionnée pour quelques semaines dès le début du primaire, et ces enfants avaient ainsi passé la « majeure partie » de leur éducation en anglais. La loi 104 a simplement exclu un passage à l'école anglaise non subventionnée dans le calcul de la « majeure partie ».
L'autre modification contestée de la loi 104 est celle visant à ne pas admettre à l'école anglaise subventionnée les frères et sœurs d'un enfant admis à une telle école en vertu d'un motif humanitaire. La Charte de la langue française permet au ministre de l'éducation de donner accès à l'école anglaise subventionné à quelqu'un n'y ayant pas accès normalement, pour des motifs humanitaires. La loi 104 a précisé que cette autorisation ne permettait toutefois pas aux frères et sœurs de cet enfant d'avoir eu aussi accès à l'école anglaise subventionné.

### Les cas en litige
La première contestation vient d'un groupe d'élève ayant fréquenté l'école anglaise non subventionnée et s'étant vu refusé l'accès à l'école subventionnée, soit pour eux-mêmes ou soit pour leurs frères et sœurs. La loi 104 ayant exclu du calcul de la « majeure partie » le passage à l'école anglaise non subventionnée, ces enfants ne pouvaient pas revendiquer l'accès à l'école anglaise subventionnée. Le représentant du groupe, Hong Ha Nguyen, n'avait passé que quelques semaines à l'école anglaise non subventionnée.
La deuxième contestation provient de Talwinder Bindra. Sa fille, Jessica, avait eu droit  à l'école anglaise subventionnée pour des motifs humanitaires. La famille conteste le fait que la loi 104 n'autorisait pas son frère, Satbir, à aller lui aussi à l'école anglaise.

## Historique judiciaire

### Nguyen
Au TAQ, on rejette leur interprétation de l'article 23. Ne reflète pas sa vraie nature, permet de marchandiser un droit et permet de faire appliquer 23 (1) sans consentement.
En Cour supérieure du Québec, la décision Solsky de la Cour d'appel du Québec fut citée, puisque la Cour suprême du Canada n'avait pas encore rendu sa décision dans cette affaire.
Jugement divisé en Cour d'appel du Québec. Dalphond et Hilton considèrent que ce n'est pas constitutionnel car ça ne respecte pas l'évaluation qualitative prévu dans la décision Solsky. Le droit des enfants de recevoir l'éducation dans sa langue prévu par l'article 23 serait brimé. Et ce n'est pas sauvé par l'article 1.
Giroux lui dit qu'il faut analyser l'article 23 différemment au Québec que dans le reste du Canada.

### Bindra
Le TAQ et la QCCS ont jugé que l'article 23(2) de la Charte ne s'applique pas à ceux qui n'avaient aucun lien avec la minorité anglophone. De plus, les motifs humanitaires sont des droits supplémentaires.
La Cour d'appel renverse des jugements en se fondant sur Solski pour dire qu'il faut évaluer le parcours véritable de l'élève et non pas exclure d'emblée.

## Décision

### La conformité de la loi 104 avec l'article 23 de la Charte
La Cour suprême statue que les modifications de la loi 104 viole l'article 23 de la Charte canadienne des droits et libertés. La Cour juge qu'en ne tenant jamais compte d'un passage à l'école anglaise non subventionnée, le gouvernement du Québec n'acquitte pas complètement son obligation constitutionnelle de donner accès à l'école anglaise pour les membres de la minorité anglophone.

« L’impossibilité d’évaluer complètement le cheminement scolaire d’un enfant pour déterminer l’étendue de ses droits linguistiques scolaires a pour effet de tronquer la réalité, en créant un parcours scolaire fictif dont l’examen ne permet pas d’appliquer correctement les garanties constitutionnelles. Dans l’arrêt Solski, notre Cour a précisé qu’il doit être tenu compte du cheminement scolaire global de l’enfant pour déterminer s’il satisfait aux exigences du par. 23(2) de la Charte canadienne. Supprimer de l’analyse un pan entier du parcours scolaire, en raison de la nature ou de l’origine de l’enseignement reçu, ne permet pas l’analyse globale de la situation de l’enfant et de son parcours scolaire que commande l’arrêt Solski. »

La décision de la Cour se base en grande partie sur l'arrêt Solski c. Québec qu'elle avait rendu en 2005. Dans cette décision, la Cour suprême avait jugé que le gouvernement québécois devait analyser l'ensemble du parcours d'un enfant, quantitativement et qualitativement, pour déterminer s'il devait avoir accès ou non à l'école anglaise subventionnée. En limitant la prise en compte du parcours effectué à l'école privée non subventionnée, la Cour juge que le gouvernement du Québec ne respecte pas l'article 23 de la Charte canadienne des droits et libertés.
La Cour n'avalise toutefois pas la pratique de certains parents d'envoyer leur enfant à l'école anglaise non subventionnée quelques semaines pour ainsi avoir droit automatiquement à l'école subventionné.

« Les écoles dites « passerelles » semblent parfois des institutions créées dans le seul but de qualifier artificiellement des enfants pour l’admission dans le système d’éducation anglophone financé par les fonds publics. Lorsque des écoles sont établies principalement dans le but d’aménager le transfert d’élèves non admissibles au réseau anglophone financé par les fonds publics et que leur enseignement sert, en effet, à réaliser ce transfert, on ne saurait affirmer que l’on se retrouve devant un parcours scolaire authentique. »

Ainsi, la Cour souhaite que le gouvernement québécois trouve un mécanisme qui permet au cas par cas d'évaluer si la personne a un parcours authentique qui lui permet de sa qualifier pour l'école anglaise subventionné.
La Cour juge aussi que le gouvernement a le devoir de respecter le principe d'unité familial prévu à 23 (2) lorsqu'il confère des droits d'accès supplémentaires à l'école anglaise subventionnée. Ainsi, même si le gouvernement n'était obligé d'accorder des exceptions selon des motifs humanitaires, considérant qu'il le fait, il doit respecter le principe de l'unité familiale et permettre aux frères et sœurs de fréquenter eux aussi l'école anglaise.
La décision est suspendu d'un an pour laisser le gouvernement trouver une solution.

### La justification de la limitation en vertu de l'article 1 de la Charte
Le gouvernement du Québec a tenté de justifier cette infraction à l'article 23 de la Charte canadienne des droits et libertés. En effet, l'article 1 de cette même Charte permet certaines infractions lorsque celles-ci sont justifiées « dans des limites qui soient raisonnables et dont la justification puisse se démontrer dans le cadre d'une société libre et démocratique. ». Certains critères ont été élaborés dans des précédentes décisions de la Cour pour déterminer ce qui constitue une justification suffisante (voir Test Oakes). En analysant ces critères, la Cour reconnaît que l'objectif de protéger la langue française au Québec est un objectif légitime. La Cour trouve aussi qu'il y a un lien entre l'objectif la mesure (protéger la langue française) et le moyen (restreindre l'accès à l'éducation). Selon la Cour, l'éducation est un bon moyen de favoriser l'épanouissement du français. Toutefois, la Cour ne permet pas l'infraction en vertu de l'article 1, puisque, selon elle, le moyen utilisé pour atteindre l'objectif n'attente pas aux droits constitutionnels de façon minimal. Pour justifier une atteindre aux droits, le gouvernement aurait dû utiliser un moyen plus adapté que celui d'exclure systématique de calcul du parcours à l'école anglaise.

## Impacts politiques
Les impacts politiques touchent plus que la seule politique linguistique visant à assurer la pérennité et l'épanouissement de la langue française. La loi 104 avait été votée à l'unanimité par l'Assemblée nationale du Québec. Le regroupement de demandes de contestations réunissait plus de vingt jeunes étudiants issus d'une immigration récente dont le portrait ethnolinguistique du ministère de l'Immigration nous dit qu'il y peu d'intégration à la société francophone. Ainsi, le jugement remettrait indirectement en question la politique d'intégration et même les modes de sélection des nouveaux arrivants, car l'intégration positive incombe avant tout aux nouveaux immigrants.